# Vesëlye ulybki
Vesëlye ulybki (in russo Весёлые улыбки?), conosciuto anche con il titolo internazionale Happy Smiles, è il quinto album in studio, e terzo in lingua russa, del duo musicale russo t.A.T.u., pubblicato il 21 ottobre 2008 dalle etichette Sojuz e T.A. Music.
La versione in inglese di questo album s'intitola Waste Management e verrà pubblicata un anno dopo.

## Descrizione
Il duo ha iniziato le registrazioni dell'album all'inizio del 2007 in Germania. Più tardi le t.A.T.u. hanno contattato Sergio Galoyan e l'hanno ingaggiato per produrre nuovamente per loro. Il 28 settembre 2007 l'incisione di tutte le tracce dell'album è stata ultimata. Tuttavia, la sua pubblicazione dal 2007 verrà continuamente posticipata per motivi ignoti fino al 21 ottobre 2008, data ufficiale dell'uscita.
Sin dall'inizio, le ragazze hanno dichiarato che volevano che il nuovo album prendesse un'altra direzione, sia nella musica che nei testi (volevano moderare i "temi deprimenti" del precedente album). Ma il blog ufficiale del gruppo ha chiarito che il prossimo album sarà una sorta di continuazione del precedente disco, Ljudi invalidy. In Elle Girl Russia, Lena Katina ha detto: "È una specie di seconda parte di Ljudi invalidy, il nostro secondo album. Abbiamo già spiegato parecchie volte che noi chiamiamo ljudi invalidy (gente invalida ndr) tutti quei crudeli e maligni esseri umani."

### Titolo e copertina
L'album era stato annunciato nel 2007 con il titolo Upravlenie otbrosami (in russo Управление отбросами?; in italiano "Gestione di rifiuti", titolo analogo a quello della versione inglese del disco, Waste Management). L'anno dopo, un mese prima della pubblicazione, all'album fu cambiato nome in Vesëlye ulybki (Happy Smiles), come riportato dalle due cantanti in un'intervista al Time Out Moscow. Il titolo è una chiara allegoria che rimanda ai sorrisi ironici di chi non aveva creduto al proseguimento del duo. Tuttavia, attraverso alcuni interventi del manager Boris Renskij sul blog delle t.A.T.u., si scoprirà successivamente che il messaggio era rivolto proprio alle due artiste, ormai consapevoli dell'epilogo a cui stavano andando incontro.
Sulle più famose piattaforme digitali musicali, come iTunes e Spotify, l'album è stato pubblicato con il titolo tradotto Happy Smiles, e le tracce, seppur in lingua russa, sono riportate mediante la traslitterazione anglosassone.
La copertina del disco ritrae, su uno sfondo bianco, un astronauta che saluta. In alto a sinistra spicca il logo del duo in rosa e più in basso il titolo dell'album, colorato con i colori dell'arcobaleno. Anche se il titolo originale fu scartato, il logo con le due lettere cirilliche У ([u]) e О ([o]) che si intersecano (raffiguranti proprio il titolo precedente Upravlenie otbrosami) è presente sulla tuta spaziale dell'astronauta e sul libretto del CD. La copertina per la versione iTunes del disco è identica, ma il titolo è riportato in inglese (Happy Smiles).

## Accoglienza
| Recensione           | Giudizio |
| -------------------- | -------- |
| Guru Ken             |          |
| InterMedia           |          |
| Rolling Stone Russia |          |
| Sputnikmusic         |          |
| Time Out Moscow      |          |

Il quotidiano russo Kommersant ha lodato il duo in termini di tecnica vocale, ma ha criticato il disco poiché privo di successi e di idee musicali. Al contrario, Time Out Moscow ha apprezzato il progetto, attribuendo un totale di 4 stelle su 5. Aleksej Mažev, principale critico di InterMedia, ha trovato che il nuovo album delle t.A.T.u., pur non rivoluzionando il loro stile, dimostra che il duo ha ancora qualcosa da offrire: nonostante la stagnazione creativa percepita, riescono comunque a produrre musica di qualità nel loro genere.
Il recensore musicale russo Guru Ken, che ha assegnato all'album una valutazione di 7 su 10, ha giudicato favorevolmente il brano Fly on the Wall, scritto da Billy Steinberg e Josh Alexander, aggiungendo che, ancora una volta, le hit di un album del duo sono in lingua inglese.

## Promozione

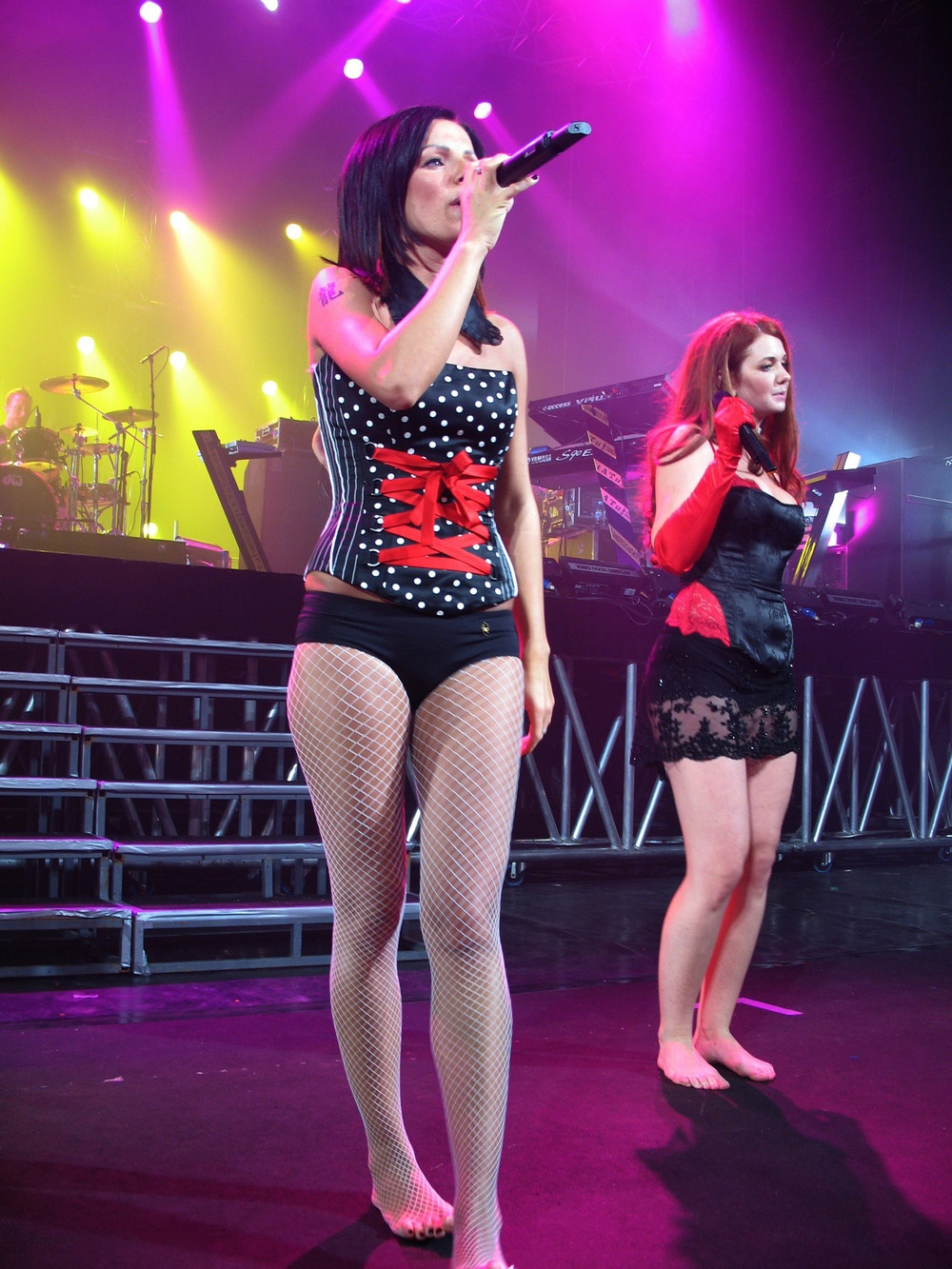
Il duo durante un concerto promozionale per l'album Vesëlye ulybki a Mosca nel settembre 2008.

Belyj plaščik è il primo singolo estratto dal disco, che ha debuttato sulle reti televisive russe nel novembre del 2007, ed è poi uscito in formato fisico nella primavera del 2008. Il video del brano ottenne un buon successo in Internet e nel Paese d'origine, arrivando secondo nella classifica Video of the Year 2007 di MTV Russia.
A questo sono poi susseguiti i singoli 220, pubblicato nell'aprile del 2008 e premiato Video of the Year 2008 da MTV Russia, e Snegopady (2009), il cui video, interamente realizzato attraverso effetti speciali, arrivò terzo nella stessa classifica l'anno successivo.
You and I è invece un brano promozionale radiofonico uscito soltanto in Russia e in Ucraina, per il quale non fu girato un video musicale.
L'uscita del disco è stata inoltre pubblicizzata durante la serie t.A.T.u. Life, mandata in onda sul canale web Russia.ru tra il 2008 e il 2009.

## Tracce
1. Intro – 3:09 (musica: Vanja Kilar)
2. Belyj plaščik (Белый плащик; tr: "Tunica bianca") – 3:15 (Marija Maksakova, Vanja Kilar, T.A. Music)
3. You and I (tr: Tu ed Io) – 3:16 (Ed Buller, Andy Kubiszewski)
4. Snegopady (Снегопады; tr: "Nevicate") – 3:12 (Katja Salem, T.A. Music, Slowman)
5. 220 – 3:08 (Valerij Polienko, Slowman)
6. Marsianskie glaza (Марсианские глаза; tr: "Occhi marziani") – 3:10 (T.A. Music, Sergio Galoyan)
7. Čelovečki (Человечки; tr: "Piccola gente") – 3:27 (T.A. Music, Slowman)
8. Vesëlye ulybki (Весёлые улыбки; tr: "Sorrisi felici") – 2:05 (musica: E. Matvejcev)
9. Running Blind (tr: "Correndo cieca") – 3:40 (Sven Martin, Rasmus, Julian Schramm, Larz, Schwenger, Lene Dissing, Reinatz, Christian Behrens, Vanja Kilar)
10. Fly on the Wall (tr: "Mosca sul muro") – 3:59 (Josh Alexander, Billy Steinberg)
11. Vremja luny (Время луны; tr: "Tempo della luna") – 3:23 (T.A. Music, Vanja Kilar)
12. Ne žalej (Не жалей; tr: "Non rimpiangere") – 3:06 (T.A. Music, Vanja Kilar)

## Date di pubblicazione
| Paese  | Data            | Formato            | Etichetta  |
| ------ | --------------- | ------------------ | ---------- |
| Russia | 17 ottobre 2008 | Pre-order download | T.A. Music |
| Russia | 21 ottobre 2008 | CD                 | Sojuz      |
| Mondo  | 21 ottobre 2008 | Download digitale  | T.A. Music |